# Fotballklubben Lyn Oslo 1971
Questa voce raccoglie le informazioni riguardanti il Fotballklubben Lyn Oslo nelle competizioni ufficiali della stagione 1971.

## Stagione
Il Lyn Oslo ha affrontato la 1. divisjon 1971 da neopromossa, chiudendo il campionato al 2º posto e qualificandosi pertanto alla Coppa UEFA 1972-1973. L'avventura nel Norgesmesterskapet è terminata al quarto turno, con l'eliminazione subita per mano del Varegg. Proprio in virtù del secondo posto nell'edizione precedente di questa manifestazione, il Lyn Oslo ha partecipato alla Coppa delle Coppe 1971-1972, venendo eliminato ai sedicesimi di finale dallo Sporting Lisbona.

## Rosa
| N. |                     | Ruolo | Calciatore        |
| -- | ------------------- | ----- | ----------------- |
|    | Norvegia (bandiera) | P     | Svein Bjørn Olsen |
|    | Norvegia (bandiera) | D     | Tore Børrehaug    |
|    | Norvegia (bandiera) | D     | Svein Gjedrem     |
|    | Norvegia (bandiera) | D     | Knut Iversen      |
|    | Norvegia (bandiera) | D     | Knut Kolle        |
|    | Norvegia (bandiera) | D     | Andreas Morisbak  |
|    | Norvegia (bandiera) | D     | Helge Østvold     |
|    | Norvegia (bandiera) | D     | Jan Rodvang       |
|    | Norvegia (bandiera) | C     | Jan Berg          |

| N. |                     | Ruolo | Calciatore            |
| -- | ------------------- | ----- | --------------------- |
|    | Norvegia (bandiera) | C     | Knut Berg             |
|    | Norvegia (bandiera) | C     | Trygve Christophersen |
|    | Norvegia (bandiera) | C     | Tor Fuglset           |
|    | Norvegia (bandiera) | C     | Arild Gulden          |
|    | Norvegia (bandiera) | C     | Svein Bredo Østlien   |
|    | Norvegia (bandiera) | C     | Åsmund Sandland       |
|    | Norvegia (bandiera) | A     | Jon Palmar Austnes    |
|    | Norvegia (bandiera) | A     | Sven Otto Birkeland   |
|    | Norvegia (bandiera) | A     | Ola Dybwad-Olsen      |

## Risultati

### 1. divisjon

#### Girone di andata
| 26 aprile 1971 1ª giornata | Lyn Oslo | 7 – 1 referto | Frigg |  |

| 3 maggio 1971 2ª giornata | Fredrikstad | 3 – 2 referto | Lyn Oslo |  |

| 10 maggio 1971 3ª giornata | Lyn Oslo | 0 – 1 referto | Strømsgodset |  |

| 16 maggio 1971 4ª giornata | Hødd | 1 – 0 referto | Lyn Oslo |  |

| 23 maggio 1971 5ª giornata | Lyn Oslo | 3 – 1 referto | Brann |  |

| 1º giugno 1971 6ª giornata | Lyn Oslo | 2 – 1 referto | Sarpsborg |  |

| 6 giugno 1971 7ª giornata | HamKam | 1 – 1 referto | Lyn Oslo |  |

| 14 giugno 1971 8ª giornata | Lyn Oslo | 2 – 1 referto | Viking |  |

| 17 giugno 1971 9ª giornata | Rosenborg | 0 – 0 referto | Lyn Oslo |  |

#### Girone di ritorno
| 2 agosto 1971 10ª giornata | Frigg | 1 – 3 referto | Lyn Oslo |  |

| 11 agosto 1971 11ª giornata | Lyn Oslo | 1 – 0 referto | Fredrikstad |  |

| 22 agosto 1971 12ª giornata | Strømsgodset | 0 – 0 referto | Lyn Oslo |  |

| 5 settembre 1971 13ª giornata | Lyn Oslo | 1 – 0 referto | Hødd |  |

| 12 settembre 1971 14ª giornata | Brann | 0 – 1 referto | Lyn Oslo |  |

| 19 settembre 1971 15ª giornata | Sarpsborg | 1 – 2 referto | Lyn Oslo |  |

| 6 ottobre 1971 16ª giornata | Lyn Oslo | 2 – 2 referto | Rosenborg |  |

| 10 ottobre 1971 17ª giornata | Viking | 3 – 1 referto | Lyn Oslo |  |

| 17 ottobre 1971 18ª giornata | Lyn Oslo | 0 – 0 referto | HamKam |  |

### Norgesmesterskapet
| 4 giugno 1971 Primo turno | Lyn Oslo | 4 – 2 referto | Askim |  |

| 24 giugno 1971 Secondo turno | Eik-Tønsberg | 0 – 3 referto | Lyn Oslo |  |

| 28 luglio 1971 Terzo turno | Lyn Oslo | 4 – 0 referto | Bryne |  |

| 15 agosto 1971 Quarto turno | Varegg | 1 – 0 referto | Lyn Oslo |  |

### Coppa delle Coppe
| Arbitro: | Pétursson |

|                                          |           |  |
| Yazalde 8’ Lourenço 20’, 90’ Marinho 88’ | Marcatori |  |

| Arbitro: | Pétursson |

|  |           |                            |
|  | Marcatori | 35’, 70’ Yazalde 42’ Dinis |